# Hacer trampas
Hacer trampas (también enfullar) se refiere a una forma inmoral de alcanzar un objetivo. Se utiliza generalmente para referirse al incumplimiento de las reglas para obtener ventaja en una situación competitiva. Las normas infringidas pueden ser explícitas o formar parte de un código no escrito de conducta basado en la moral, la ética o la costumbre, por lo que la identificación de un acto como tramposo es subjetiva.

## Deportes, juego y apuestas
El deporte se rige tanto normas explícitas como por costumbres relativas a los actos permitidos y prohibidos en una competición y fuera de ella. Entre los actos prohibidos se suelen encontrar el mejorar el rendimiento el consumo de drogas (conocido como «doping»), utilizar una equipación que no se ajuste a las normas o alterar el estado del equipo durante el juego, así como el hostigamiento deliberado o lesiones a los competidores.
Entre los ejemplos de presuntas trampas en competiciones de alto nivel se encuentran la descalificación de Ben Johnson después de los 100 metros en los Juegos Olímpicos de 1988, y la confesión del uso de esteroides por exjugadores profesionales de béisbol después de que se hayan retirado, como José Canseco y Ken Caminiti.En el béisbol también fue célebre el Escándalo por el robo de señas de los Houston Astros en 2017.
Una de las trampas más famosas se produjo durante Copa Mundial de Fútbol de 1986 en cuartos de final, cuando Diego Maradona usó su mano para golpear el balón hacia la portería. Usar la mano o el brazo está prohibido para cualquier jugador que no sea un portero de acuerdo a las reglas del fútbol.
Alterar de forma no reglamentaria las equipaciones es algo que suele suceder en deportes como el béisbol y el cricket. Por ejemplo, poniendo vaselina a la pelota. O en el fútbol americano sacando aire al balón.

### Apuestas
El apostar dinero amplía la motivación para hacer trampa más allá del mero hecho de derrotar a los competidores. Al igual que en el deporte y los juegos, hacer trampa en los juegos de azar se relaciona generalmente con romper las reglas o tergiversar el juego que se ha apostado para interferir en el resultado. Ejemplos de trampas son los dados trucados, las ruletas amañadas o las barajas de cartas marcadas. Dopar a un caballo es un claro ejemplo de engaño al interferir con los instrumentos del juego sobre el que se está apostando. Sin embargo, no toda interferencia es hacer trampa, gastar dinero para apoyar la salud y el bienestar de un caballo sobre el que se ha apostado no es en sí mismo generalmente considerado como hacer trampa, ni tampoco el aumentar la moral de un deportista apoyándole o aplaudiéndole. En general, las interferencias en el juego es más probable que sean consideradas como trampa si afectan al nivel de una competición deportiva, dañan un participante, o modifican la participación en el juego. Este principio se traslada al mundo financiero, donde a menudo se considera inmoral e incluso ilegal comprar o vender acciones valiéndose de información privilegiada.

## Videojuegos
En los videojuegos, las trampas pueden consistir en códigos de acceso secretos en juegos de un solo jugador (por ejemplo, el código Konami) que desbloquean opciones escondidas y dan a los jugadores una ventaja injusta en el modo multijugador en línea.

## Educación

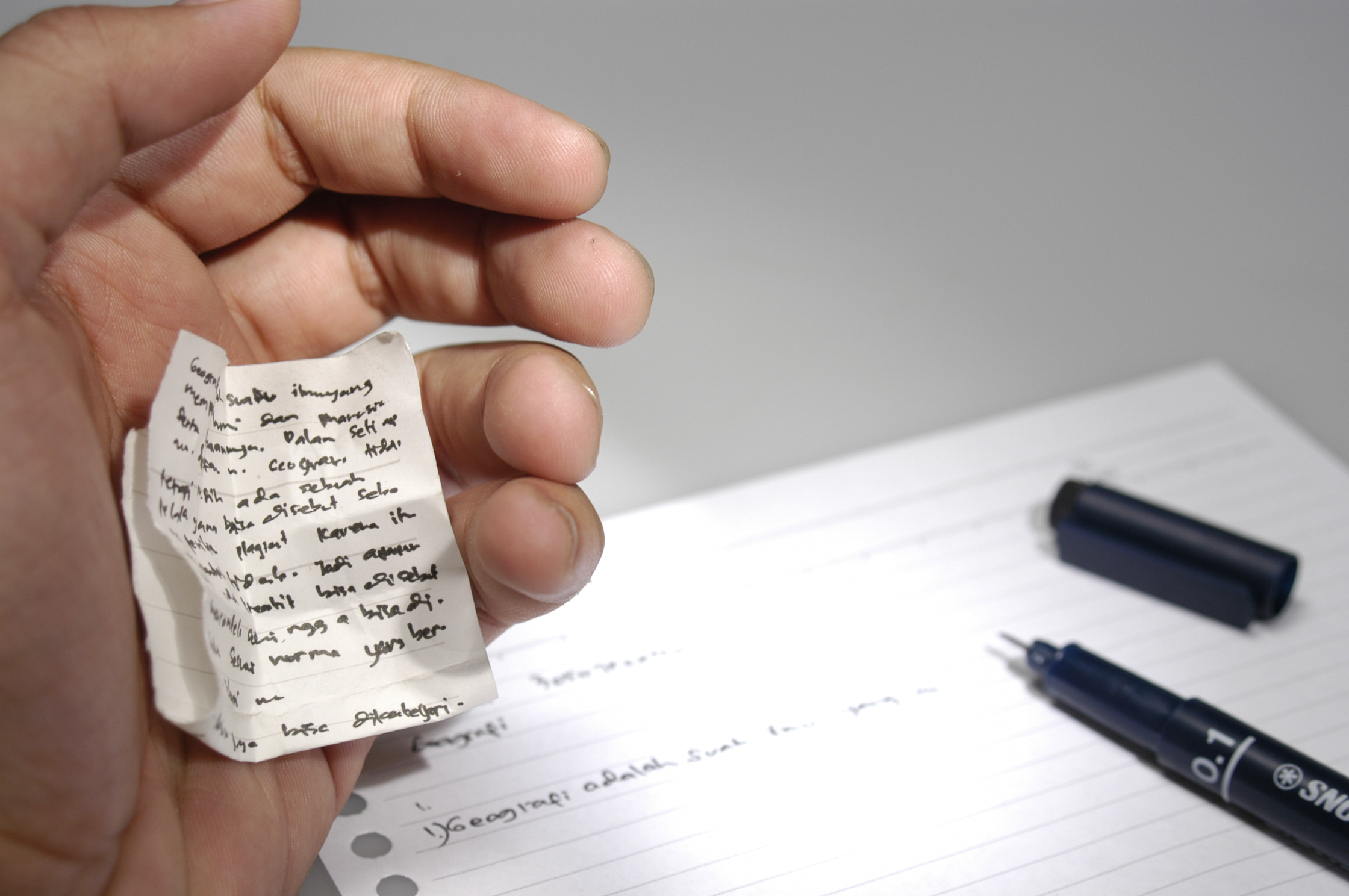
Los apuntes escondidos se pueden usar para hacer trampas en exámenes.

Hay pruebas suficientes para concluir que el engaño académico es un suceso muy común en las escuelas secundarias y universidades en los Estados Unidos. El 70% de los estudiantes de escuelas públicas admiten haber hecho trampas en pruebas importantes. El 60% confiesa haber plagiado documentos, cosa que sin embargo solo admite el 50% de los estudiantes de escuelas privadas. El informe se hizo en junio de 2005 por el profesor de la Universidad de Rutgers, Donald McCabe para el Centro para la Integridad Académica. El progreso en la alta tecnología digital de información contribuye enormemente al incremento en las trampas: existen servicios para preparar cualquier tipo de tarea o publicar exámenes en línea para los estudiantes, a pesar de que este fenómeno y estos sitios web son bien conocidos por los educadores, y los teléfonos con cámara se utilizan para enviar fotos de los exámenes, los reproductores de MP3 puede almacenar notas digitalizadas y las calculadoras gráficas pueden almacenar fórmulas para resolver problemas de matemáticas.